# Sigsbeia laevis
Sigsbeia laevis är en ormstjärneart som beskrevs av Rudolf Christian Ziesenhenne 1940. Sigsbeia laevis ingår i släktet Sigsbeia och familjen Hemieuryalidae. Inga underarter finns listade i Catalogue of Life.